# Pose
Pose je dramatický televizní seriál, jehož první řada měla premiéru v červnu 2018. Seriál se věnuje afroamerické a latino bálové subkultuře LGBTQ+ z 80. let 20. století (ve druhé sérii počátku 90. let). Tvůrci seriálu jsou Ryan Murphy, Brad Falchuk a Steven Canals. Premiéru měl v červnu 2018 na televizní stanici FX. V seriálu si zahráli MJ Rodriguez, Dominique Jackson, Billy Porter, Indya Moore, Ryan Jamaal Swain, Charlayne Woodard, Evan Peters, Kate Mara, James Van Der Beek, Hailie Sahar, Angelica Ross, Angel Bismark Curiel, Dyllón Burnside a Sandra Bernhard. Podle produkční společnosti šlo v době vydání o televizní seriál s nejvíce transgender herečkami.
První série se dočkala velmi vřelého přijetí u kritiků (například hodnocení 96 % na Rotten Tomatoes) a byla nominována na Zlatý glóbus za nejlepší seriál (drama) a Zlatý glóbus za nejlepší mužský herecký výkon v seriálu (drama) pro Billyho Portera. Uznání kritiků se dočkala také druhá série (opět 96 % na Rotten Tomatoes), která měla premiéru v červnu 2019. V roce 2019 herec Billy Porter získal cenu Emmy pro nejlepšího herce v dramatickém seriálu.

## Námět
Seriál popisuje život afroamerických a latino transgender osob a komunity LGBTQ+ v New Yorku pozdních 80. let (ve druhé sérii počátku 90. let) a zejména jejich bálovou subkulturu. V ní proti sobě soutěží členové různých domů (či rodů) v soutěžích napodobujících módní přehlídky. Domy či rody byly uskupení (či rodiny) transgender a LGBTQ+ lidí, kteří byli vyloučeni ze svých původních rodin a vytvořili si tak rodinu novou, která je přijímá takové, jací jsou. Domy (či rody) byly vedeny matkou nebo otcem, kterými zpravidla byli starší členové LGBTQ+ komunity, kteří se starali o mladší.

## Obsazení
- MJ Rodriguez jako Blanca Rodriguez-Evangelista, původně z domu Abundance a následně matka rodu Evangelista
- Dominique Jackson jako Elektra, matka rodu Abundance a následně rodu Wintour
- Billy Porter jako Pray Tell, ceremoniář bálů a mentor rodu Evangelista
- Indya Moore jako Angel Evangelista (původně z domu Abundance)
- Ryan Jamaal Swain jako Damon Richards-Evangelista
- Charlayne Woodard jako Helena St. Rogers, učitelka tance
- Hailie Sahar jako Lulu Ferocity, původně z domu Abundance a následně spoluzakladatelka rodu Ferocity
- Angelica Ross jako Candy Ferocity, původně z domu Abundance a následně spoluzakladatelka rodu Ferocity
- Angel Bismark Curiel jako Esteban Martinez 'Lil Papi' Evangelista
- Dyllón Burnside jako Ricky, původně z domu Evangelista a následně z rodu Wintour
- Sandra Bernhard jako Judy Kubrak, zdravotní sestra
- Evan Peters jako Stan Bowes
- Kate Mara jako Patty Bowes
- James Van Der Beek jako Matt Bromley

## Seznam dílů

### První série
| Č. v seriálu | Původní název        | Režie                 | Scénář                                    | Premiéra v USA    |
| ------------ | -------------------- | --------------------- | ----------------------------------------- | ----------------- |
| 1            | Pilot                | Ryan Murphy           | Ryan Murphy, Brad Falchuk a Steven Canals | 3. června 2018    |
| 2            | Access               | Ryan Murphy           | Ryan Murphy, Brad Falchuk a Steven Canals | 10. června 2018   |
| 3            | Giving and Receiving | Nelson Cragg          | Janet Mock a Our Lady J                   | 17. června 2018   |
| 4            | The Fever            | Gwyneth Horder-Payton | Janet Mock                                | 24. června 2018   |
| 5            | Mother's Day         | Silas Howard          | Steven Canals                             | 1. července 2018  |
| 6            | Love Is the Message  | Janet Mock            | Ryan Murphy a Janet Mock                  | 8. července 2018  |
| 7            | Pink Slip            | Tina Mabry            | Steven Canals a Our Lady J                | 15. července 2018 |
| 8            | Mother of the Year   | Gwyneth Horder-Payton | Ryan Murphy, Brad Falchuk a Steven Canals | 22. července 2018 |

### Druhá série
| Č. v seriálu | Původní název                    | Režie                 | Scénář                                    | Premiéra v USA    |
| ------------ | -------------------------------- | --------------------- | ----------------------------------------- | ----------------- |
| 1            | Acting Up                        | Gwyneth Horder-Payton | Ryan Murphy, Brad Falchuk a Steven Canals | 11. června 2019   |
| 2            | Worth It                         | Gwyneth Horder-Payton | Janet Mock                                | 18. června 2019   |
| 3            | Butterfly/Cocoon                 | Janet Mock            | Our Lady J                                | 2. července 2019  |
| 4            | Never Knew Love Like This Before | Ryan Murphy           | Ryan Murphy a Janet Mock                  | 9. července 2019  |
| 5            | What Would Candy Do?             | Tina Mabry            | Steven Canals                             | 16. července 2019 |
| 6            | Love's In Need Of Love Today     | Tina Mabry            | Brad Falchuk a Our Lady J                 | 23. července 2019 |
| 7            | Blow                             | Jennie Livingston     | Janet Mock                                | 30. července 2019 |
| 8            | Revelations                      | Steven Canals         | Steven Canals                             | 6. srpna 2019     |
| 9            | Life's a Beach                   | Gwyneth Horder-Payton | Janet Mock a Our Lady J                   | 13. srpna 2019    |
| 10           | In My Heels                      | Janet Mock            | Ryan Murphy, Brad Falchuk a Steven Canals | 20. srpna 2019    |